# Петровский, Александр Михайлович
Александр Михайлович Петровский (1925—1993) — советский и российский учёный, доктор технических наук, профессор.

## Биография
Родился 17 марта 1925 года.
Его дед — А. Г. Петровский до Октябрьской революции был главным санитарным врачом города Москвы. Отец — М. А. Петровский и дядя — Ф. А. Петровский были известными филологами, переводчиками французской и античной литературы. В 1937 году братья были репрессированы. Отец Александра Михайловича погиб, а дядя выжил и после войны вернулся к научной деятельности, став одним из создателей цикла переводов «Античная литература». Воспитанием Александра занималась мать. 
После окончания Московского энергетического института —  с 1949 года и до конца жизни А. М. Петровский работал в Институте автоматики и телемеханики (ИАТ, ныне Институт проблем управления имени В. А. Трапезникова РАН) Академии наук СССР. В конце 1950-х годов А. М. Петровский начал исследования и разработку способов повышения эффективности управляемых снарядов. Результаты этих исследований составили сначала его кандидатскую, а затем и докторскую диссертацию, защищённую в ИАТе в 1966 году.
Петровский стал основателем лаборатории № 38, где одним из направлений исследования стало управление в сложных медико-биологических системах. Эти работы начались по инициативе А. М. Петровского в середине 1960-х годов. В рамках этого направления изучались две отдельные проблемы — проблема моделирования и управления медико-биологическими объектами на уровне отдельного организма и проблема управления здоровьем (системой здравоохранения) на уровне популяции (всего населения). 
Многие годы Александр Михайлович Петровский был заместителем заведующего кафедрой «Техническая кибернетика» (ныне кафедра «Проблемы управления») Московского физико-технического института. Плеяда руководимых им студентов-дипломников и аспирантов стали докторами и кандидатами наук. В их числе — академик РАН, директор Института проблем передачи информации РАН Николай Александрович Кузнецов.
А. М. Петровский умер по пути на работу 1 февраля 1993 года.
В Институте проблем управления им. В. А. Трапезникова 17 марта 2005 года состоялись научные чтения, посвященные 90-летию профессора Александра Михайловича Петровского.